# Cube (seria filmowa)
Cube – kanadyjska seria filmów science fiction/horror. Reżyserami trzech filmów są kolejno Vincenzo Natali, Andrzej Sekuła i Ernie Barbarash.
Wszystkie trzy filmy są oparte na tym samym założeniu. Jest wielki, mechaniczny sześcian nieznanego pochodzenia, który składa się z wielu mniejszych pokoi też w kształcie sześcianu. Każdy z pokoi wyposażony jest w 6 drzwi, po jednych na każdej stronie kostki, które prowadzą do sąsiednich pokoi. Pokoje są identycznie urządzone, różniące się tylko kolorem. Niektóre pokoje są „bezpieczne”, podczas gdy inne są wyposażone w zabójcze pułapki, takie jak miotacze ognia, czy drut ostrzowy. W niektórych przypadkach możliwe jest wykrycie pułapki przez rzucanie przedmiotów do pokoju, chociaż ta metoda jest mniej skuteczna w późniejszych filmach.
W każdym filmie, grupa nieznajomych budzi się w tej tajemniczej strukturze, i nie wiedzą jak się tam dostali i dlaczego tam są. Aby wydostać się, muszą pracować zespołowo i łączyć swoje umiejętności i talenty, aby uniknąć pułapek i nawigować się w labiryncie.
Cube Zero różnił się nieco od poprzednich dwóch filmów tym, że ludzie spoza sześcianu, kontrolowali i nadzorowali tych wewnątrz sześcianu.

## Filmy z serii
- Cube[1] (1997) - pierwszy film z serii, który opowiada o grupie siedmiu obcych ludzi, którzy znaleźli się w pułapce - labiryncie pokoi w kształcie sześcianu. Nikt nie pamięta jak się tam dostał. Szukając wyjścia wkrótce odkrywają, że wiele pokoi zawiera śmiertelne pułapki, podczas gdy inne są bezpieczne. Początkowo więźniowie razem próbują szukać ucieczki, jednak więźniowie zaczynają walczyć ze sobą ze względu na stres. W obliczu rosnącego zagrożenia narastają pomiędzy nimi osobiste konflikty i walka o władzę.

- Cube 2[2] (2002) - film wzorowany na pierwszym filmie serii. Osiem obcych sobie osób pewnego dnia budzi się w nieznanym sobie miejscu. Nikt z nich nie wie, jak i dlaczego trafił do tajemniczego pomieszczenia, ani jak się z niego wydostać. Niektórzy sądzą, że biorą udział w przerażającym reality show, inni przypuszczają, że są ofiarami zbiorowej halucynacji, jeszcze inni myślą, że zostali porwani dla okupu. Żadna z tych osób nie zna pozostałych. Po pewnym czasie odkrywają, że znajdują się w teserakcie (odpowiedniku sześcianu w czterech wymiarach), gdzie występuje wymieszanie czasoprzestrzeni. Jeżeli chcą przetrwać, muszą rozwiązać tajemnicę tego czterowymiarowego więzienia. Hipersześcian obfituje w wiele niespodzianek, np. zakłócony jest przepływ czasu powodujący anomalie czasowe. Teserakt najeżony jest ponadto innymi śmiercionośnymi pułapkami. W tesserakcie dochodzi do zginania przestrzeni przez 4 wymiar i tym samym przemieszczanie się względem siebie sześciennych pokoi.

- Cube Zero[3] (2004) - jest prequelem pierwszej części serii.

- Cube (2021) - japoński remake pierwszej części serii[4].

## Uwięzieni

### Cube
Więźniowie w tym filmie są zupełnie obcy. Worth jest projektantem obudowy zewnętrznej powłoki sześcianu w którym się znajdują. Każdy posiada jakąś potrzebną umiejętność. Współpraca ułatwia im ucieczkę. Wszyscy bohaterowie mają imiona pochodzące od nazw więzień.
| Imię               | Uwagi                | Płeć      | Więzienie, od którego pochodzi imię | Aktor             |
| ------------------ | -------------------- | --------- | ----------------------------------- | ----------------- |
| Kazan              | Autystyczny sawant   | Mężczyzna | Kazan (Rosja)                       | Andrew Miller     |
| David Worth        | Architekt            | Mężczyzna | Leavenworth (USA)                   | David Hewlett     |
| Quentin            | Policjant            | Mężczyzna | San Quentin (USA)                   | Maurice Dean Wint |
| Leaven             | Studentka matematyki | Kobieta   | Leavenworth (USA)                   | Nicole de Boer    |
| Dr. Helen Holloway | Lekarka              | Kobieta   | Holloway (Anglia)                   | Nicky Guadagni    |
| Rennes             | Uciekinier           | Mężczyzna | Rennes (Francja)                    | Wayne Robson      |
| Alderson           |                      | Mężczyzna | Alderson (USA)                      | Julian Richings   |

### Cube 2
Wszyscy uwięzieni mieli styczność z potężnym konsorcjum zbrojeniowym Izon.
| Imię                   | Uwagi                                  | Płeć      | Aktor              |
| ---------------------- | -------------------------------------- | --------- | ------------------ |
| Kate Filmore           | Psychoterapeutka/Żołnierka             | Kobieta   | Kari Matchett      |
| Simon Grady            | Prywatny detektyw                      | Mężczyzna | Geraint Wyn Davies |
| Sasha                  | Hackerka komputerowa                   | Kobieta   | Grace Lynn Kung    |
| Rebecca „Becky” Young  | Techniczka Izon                        | Kobieta   | Greer Kent         |
| Julia                  | Adwokatka                              | Kobieta   | Lindsey Connell    |
| Max Reisler            | Projektant gier komputerowych          | Mężczyzna | Matthew Ferguson   |
| P. Paley               | Emerytka/Matematyczka                  | Kobieta   | Barbara Gordon     |
| Jerry Whitehall        | Inżynier                               | Mężczyzna | Neil Crone         |
| Płk. Thomas H. Maguire | Pułkownik                              | Mężczyzna | Bruce Gray         |
| Dr. Phil Rosenzweig    | Naukowiec (nominacja do Nagrody Nobla) | Mężczyzna | Andrew Scorer      |

### Cube Zero
Różnicą w tym filmie jest fakt, iż oglądamy film z punktu widzenia obserwatorów więźniów, jak również ich samych.
| Imię              | Uwagi                  | Płeć      | Aktor               |
| ----------------- | ---------------------- | --------- | ------------------- |
| Eric Wynn         | Junior Cube Technician | Mężczyzna | Zachary Bennett     |
| Dodd              | Senior Cube Technician | Mężczyzna | David Huband        |
| Owen              | Senior Cube Technician | Mężczyzna | Tony Munch          |
| Chickliss         | Junior Cube Technician | Kobieta   | ?                   |
| Cassandra Rains   | Political Protester    | Kobieta   | Stephanie Moore     |
| Robert P. Haskell | Żołnierz               | Mężczyzna | Martin Roach        |
| Meyerhold         |                        | Mężczyzna | Mike 'Nug' Nahrgang |
| Jellico           |                        | Kobieta   | Terri Hawkes        |
| Bartok            |                        | Mężczyzna | Richard McMillan    |
| Ryjkin            |                        | Mężczyzna | Jasmin Geljo        |
| Chandler          |                        | Kobieta   | Sandi Ross          |
| Smith             |                        | Mężczyzna | Dino Bellisario     |
| McCaw             |                        | Kobieta   | Ashley James        |

### Cube (2021)
| Imię          | Zawód             | Płeć      | Wiek     | Aktor          |
| ------------- | ----------------- | --------- | -------- | -------------- |
| Yuichi Goto   | Inżynier          | Mężczyzna | 29       | Masaki Suda    |
| Asako Kai     | Pracownik obsługi | Kobieta   | 37       | Anne Watanabe  |
| Shinji Ochi   | Freeter           | Mężczyzna | 31       | Masaki Okada   |
| Chio Uno      | Uczeń             | Mężczyzna | 13       | Hikaru Tashiro |
| First Man     | Więzień           | Mężczyzna | Nieznany | Tokio Emoto    |
| Hiroshi Ide   | Mechanik          | Mężczyzna | 41       | Takumi Saitoh  |
| Kazumasa Ando | Dyrektor firmy    | Mężczyzna | 62       | Kōtarō Yoshida |